# Rosyjski Czerwony Krzyż
Rosyjski Czerwony Krzyż (ros. Российский Красный Крест) – najstarsza rosyjska organizacja humanitarna, będąca członkiem Międzynarodowego Ruchu Czerwonego Krzyża i Czerwonego Półksiężyca. Zajmuje się m.in. udzielaniem pomocy humanitarnej w czasie klęsk i wojen, pomocą socjalną, nauką udzielania pierwszej pomocy, prowadzeniem zabezpieczeń medycznych na imprezach masowych, propagowaniem idei honorowego krwiodawstwa, rozpowszechnianiem wiedzy o międzynarodowych prawach konfliktów zbrojnych.

## Historia

### Wspólnoty sióstr i braci miłosierdzia (1844–1867)
W marcu 1844 roku, z inicjatywy wielkiej księżnej Rosji, Heleny Pawłownej Romanowej i
księżniczki Teresy Oldenburgskiej utworzono w Petersburgu Wspólnotę Świętej Trójcy sióstr miłosierdzia (ros. Свято-Троицкая Община сестер милосердия), wzywającą europejskie wspólnoty katolickie do podejmowania opieki nad chorymi, nad opuszczonymi dziećmi i upadłymi kobietami.
W następnych latach podobne wspólnoty powstawały w innych miastach Rosji, a 30 września 1854 roku utworzono Wspólnotę w imię Podwyższenia Świętego Krzyża (ros. Во имя Воздвижения Честного Креста), podlegającą księżnej Helenie Romanowej. Objęła opieką chorych i rannych w czasie wojen (od 1853 roku trwała wojna krymska). Stała się pierwowzorem Rosyjskiego Czerwonego Krzyża.
W latach 1854–1856 wspólnota liczyła ok. 250 osób. Niemal wszystkie siostry (wśród nich Katarzyna Bakunina) pomagały chorym i rannym w czasie oblężenia Sewastopola (30 zginęło na skutek ran, 154 zmarły w wyniku chorób). Jeden z głównych lekarzy, skierowanych do Sewastopola wraz z siostrami miłosierdzia, znany chirurg Nikołaj Pirogow, 22 września 1855 pisał do żony, że do szpitala dociera dziennie do tysiąca rannych, a na jednego lekarza przypada 200 pacjentów – nie jest możliwe ich zbadanie. W tej sytuacji pomoc pielęgniarek była nieoceniona. Bywają formułowane opinie, że była to pierwsza w Europie grupa kobiet, udzielających pomocy medycznej rannym w bitwach.
Po wojnie Helena Romanowa honorowała siostry świadczące pomoc obrońcom Sewastopola diamentowym pierścieniem Erasta Wasiliewicza Kadego (wojennego chirurga). W latach 1853–1856 nadawano również medal upamiętniający ten czyn miłosiernej pomocy bliźnim.
Tragiczne doświadczenia wojny krymskiej wskazały też konieczność podjęcia przez Wspólnotę szkolenia pielęgniarek.

### Rosyjskie Stowarzyszenie Czerwonego Krzyża (1867–1922)
W grudniu 1866 roku leib-medyk F.J. Karell (ros. лейб-медик Филипп Яковлевич Карелль) przedstawił Aleksandrowi II Romanowowi potrzebę założenia stowarzyszenia opieki nad chorymi i rannymi w wojnach (ros. Общество попечения о раненых и больных воинах). Imperator zaaprobował propozycje i zarządził przygotowanie odpowiedniej ustawy. Została podpisana przez Aleksandra II 15 maja 1867 roku; uważa się, że w tym dniu Rosja stała się jednym z pierwszych krajów świata, w których istniał Czerwony Krzyż, działający we własnym kraju i za jego granicami. W ustawie określono zasady tworzenia kół terenowych, wyborów kierownictwa itp. (18 maja pierwszym przewodniczącym został А.А. Zielienoj).
Po zakończeniu wojny rosyjsko-tureckiej, w 1879 гoku, wprowadzono nową nazwę organizacji – Rosyjskie Stowarzyszenie Czerwonego Krzyża (RSCK, ros. Российское общество Красного Креста, РОКК). W 1894 roku w skład struktur RSCK weszła Wspólnota sióstr miłosierdzia Podwyższenia Świętego Krzyża.
Zarząd Główny RSCK urzędował w Petersburgu. W jego skład wchodziło 25 osób: przewodniczący, dwóch zastępców i 22 członków. Członkami honorowymi Stowarzyszenia byli: cesarz Aleksander III Romanow (syn Aleksandra II Romanowa), cesarzowa Maria Fiodorowna Romanowa (najwyższa protektorka stowarzyszenia) i inni członkowie cesarskiej rodziny, wspierającej RSCK. Stowarzyszenie zrzeszało liczne lokalne koła, których tworzenie było bardzo uproszczone. Gubernator każdego ujezda mógł udzielić każdej grupie zainteresowanych działalnością charytatywną (co najmniej 5 osób), pozwolenia na utworzenie Komitetu Czerwonego Krzyża (do Zarządu Głównego wysyłano zawiadomienie). Kierownictwo Komitetów obejmowali gubernatorzy, urzędnicy z ich najbliższego otoczenia lub inni przedstawiciele lokalnej społeczności.
Rozwój stowarzyszenia, w którym początkowo miała być możliwa wspólna praca kobiet i mężczyzn, okazał się problematyczny. Sprzeciwiał się temu m.in. gen. Eduard Totleben, bardzo zdecydowanie wspierany przez metropolitę moskiewskiego (Filaret, Wasilij Michajłowicz Drozdow) i innych wysokich przedstawicieli Rosyjskiego Kościoła Prawosławnego. Okazało się konieczne wprowadzenie poprawki do ustawy z 1867 roku – wydano dodatkowe rozporządzenie, dotyczące zasad tworzenia organizacyjnie niezależnych „damskich komitetów”. W 1868 roku powstały 22 takie komitety (w tym 9 w Petersburgu i Moskwie). W 1873 roku do ustawy wprowadzono kolejne poprawki, wyrównujące status kobiet i mężczyzn, jednak mężczyźni nie chcieli przystępować do „damskich komitetów”, a taka nazwa długo była stosowana w oficjalnych dokumentach – w 1897 гoku na kursy przygotowawcze dla braci miłosierdzia (sanitariuszy) przyjęto 52 uczestników.
W następnych latach w skład struktury Rosyjskiego Czerwonego Krzyża wchodziły:
1875zarząd główny, 5 zarządów okręgowych (Irkuck, Оmsk, Orenburg, Taszkent, Tbilisi) i jednostki koordynujące pracę zarządów; w okręgach działało 58 zarządów lokalnych i 112 lokalnych komitetów; istniało również 56 damskich komitetów i oddziałów, zabiegano o utworzenie 6 komitetów na obrzeżach Imperium Rosyjskiego (zgodnie z ideą feldmarszałka Dmitrija Milutina przewodniczącymi tych komitetów mieli być komendanci twierdz)
1906zarząd główny, 8 zarządów okręgowych (Chabarowsk, Irkuck, Nowoczerkask, Оmsk, Taszkent i Tbilisi oraz stolice państw podporządkowanych Imperium Rosyjskiemu – Warszawa i Helsinki), 93 lokalne zarządy, 538 lokalnych komitetów i 97 wspólnot sióstr miłosierdzia
Maria Fiodorowna opiekowała się RSCK w czasie wojny rosyjsko-tureckiej (1877–1878), rosyjsko-japońskiej (1904–1905) i później, do chwili swojej śmierci w 1918 roku.
Kobietom niosącym pomoc poszkodowanym w czasie wojen przyznawano w latach 1878–1917 Order Czerwonego Krzyża dla Niewiast i Dziewcząt, ustanowiony po wojnie rosyjsko-tureckiej przez Aleksandra II. Order imperator nadawał na wniosek Czerwonego Krzyża kobietom:

... które wyróżniły się szczególnie przy opiece nad rannymi i chorymi oraz przykładnym życiem.

Po rewolucji lutowej w 1917 roku i  październikowej (egzekucji Aleksandry i Mikołaja I Romanowa) w wyniku I wojny światowej powstała Rosja Radziecka (7 listopada 1917), a Polska odzyskała niepodległość (11 listopada 1918 roku), obronioną w czasie wojny polsko-bolszewickiej (1919–1921).
Dekretem z 6 stycznia?/19 stycznia 1918 Rada Komisarzy Ludowych RFSRR przejęła majątek RSCK. 30 maja Rada Komisarzy powiadomiła MKCK i strony Konwencji Genewskiej o przestrzeganiu jej przez RFSRR, 7 sierpnia podporządkowała RSCK Ludowemu Komisariatowi Zdrowia, Stowarzyszenie w sprawach swej organizacji i udziału w przedsięwzięciach państwowych i społecznych miało zachowywać pełną autonomię i samodzielność. Dekretem z 6 lipca 1920 za bezprawne używanie znaku Czerwonego Krzyża wprowadzono karę pozbawienia wolności powyżej 3 miesięcy.
30 grudnia 1922 roku utworzono ZSRR. Czerwony Krzyż podjął działalność jako Sowiecki Czerwony Krzyż (ros. Советский Красный Крест). Został członkiem Międzynarodowego Komitetu Czerwonego Krzyża (Ruch Czerwonego Krzyża i Czerwonego Półksiężyca) w 1934 roku. W latach Wielkiej wojny ojczyźnianej na froncie działały liczne pielęgniarki, sanitariuszki i sanitariusze Sowieckiego Czerwonego Krzyża; 18 spośród nich otrzymało tytuł Bohater Związku Radzieckiego.
W 1992 roku, po rozpadzie ZSRR i utworzeniu Wspólnoty Niepodległych Państw, Sowiecki Czerwony Krzyż zlikwidowano, tworząc ponownie Rosyjski Czerwony Krzyż.

## Współczesny Rosyjski Czerwony Krzyż (RCK)
Podstawa prawna
- ustawa i rozporządzenia, mаteriały XVI Kongresu RCK, plan pracy na 2017 rok, strategia 2020

Zarządzanie
- przewodniczący – najwyższy urzędnik RCK, wybierany na okres pięciu lat przez Kongres w głosowaniu jawnym, większością głosów 2/3, reprezentujący RCK bez pełnomocnictw (od 2006 roku – Raisa Łukianowa)
- Zarząd – organ zarządzający RCK w przerwach między Kongresami (odpowiedzialny przed Kongresem)
- prezydium – stały organ kolegialny, wybierany przez Kongres spośród członków zarządu
- komisja rewizyjna

Struktura RCK
- 79 regionalnych oddziałów
- Fundacja Charytatywna RCK
- Instytucje, w tym: centrum badań i wymiany informacji, sanatorium „Przyjaźń” w pobliżu Moskwy, służby socjalne RŻD
- Centra, w tym centrum pierwszej pomocy (zasoby i edukacja), centrum problemów zakażeń HIV, gruźlicy i inne
- Muzeum RCК
- Szpital w Etiopii
- Ruch młodzieżowy

Główne kierunki działalności
- nagłe zagrożenia – przygotowania do działań i działanie
- zdrowie i pomoc socjalna – propagowanie krwiodawstwa, profilaktyka przeciwgruźlicza, profilaktyka HIV, propagowanie zdrowego stylu życia, służba miłosierdzia, bezpieczeństwo ruchu drogowego
- programy edukacyjne – szkolenie w zakresie pierwszej pomocy, pielęgnacji pacjentów, opieki psychospołecznej
- upowszechnianie zasad i wartości – rozpowszechnianie wiedzy i promowanie wartości humanitarnych
- współpraca międzynarodowa – m.in. problemy migracji ludności

Program obchodów 150-lecia Rosyjskiego Czerwonego Krzyża